# Непоп Костянтин Іванович
Костянти́н Іва́нович Непоп (25 вересня 1979 — 2 лютого 2015) — сержант Збройних сил України.

## Короткий життєпис
Народився в Хотянівці, згодом батьки переїхали до Вишгорода, де закінчив дев'ять класів, 1999-го — Київський енергетичний технікум, технік-теплотехнік. У 2000—2001 роках відслужив строкову службу в 95-й бригаді, до 2003-го — за контрактом, з них у 2002—2003 роках — у Косово.
Брав активну участь в подіях Майдану. Працював в охоронних структурах, 2011-го закінчив Київський славістичний університет, менеджер митної справи, 2013-го — Міжрегіональну академію управління персоналом.
Депутат Вишгородської районної ради з 2010 року. Брав участь у формуванні батальйону міліції особливого призначення «Київщина». Мобілізований у березні, 26 червня 2014-го — на сході України, 95-та аеромобільна бригада. Відбув на передовій кілька ротацій. Тричі поранений під Пісками. Після місяця лікування у госпіталі повернувся до частини. Брав участь у боях після відходу з Донецького аеропорту за утримання Водяного.
Загинув 2 лютого 2015-го — авто з українськими військовиками підірвалося на фугасі.
Вдома лишилися мама Віра та дочка Марія 2012 р. н. (розлучений).

## Нагороди та вшанування
За особисту мужність і героїзм, виявлені у захисті державного суверенітету та територіальної цілісності України, вірність військовій присязі під час російсько-української війни
- нагороджений орденом «За мужність» III ступеня (9.4.2015, посмертно).
- початком жовтня 2015-го на будинку Вишгородської школи № 1, де він навчався, відкрито меморіальну дошку його пам'яті.
- 10 вересня 2020 року рішенням Вишгородської міської ради № 67/3 присвоєно звання «Почесний громадянин міста Вишгород» (посмертно).[1]